# Unicité de passage
 (février 2019).
Si vous disposez d'ouvrages ou d'articles de référence ou si vous connaissez des sites web de qualité traitant du thème abordé ici, merci de compléter l'article en donnant les références utiles à sa vérifiabilité et en les liant à la section « Notes et références ».
Le contrôle de l'unicité de passage (encore appelé contrôle de l'unicité de présence, ou encore sas unipersonnel) est un concept permettant de s'assurer de la présence d'une seule personne dans une zone spécifique, et ainsi s'assurer que seule la personne identifiée par la biométrie puisse entrer. À quoi bon envisager un accès contrôlé par de la biométrie s'il est possible de faire entrer une équipe de rugby avec chacune des personnes identifiées. Il existe différentes technologies de contrôle de l'unicité de présence: barrières optiques, tapis de contact ou contrôleur de poids sont les systèmes les plus communs et répandus mais peu discriminant. Face à la grande variabilité de la morphologie et poids humains ils ne permettent pas de détecter le talonnage proche de personnes de petite taille.

## Cas à détecter
Le niveau de sécurité du contrôle de l'unicité de présence doit être à la hauteur de la sécurité offerte par la biométrie. Il en est de même pour le confort d'utilisation.

### Tailgating

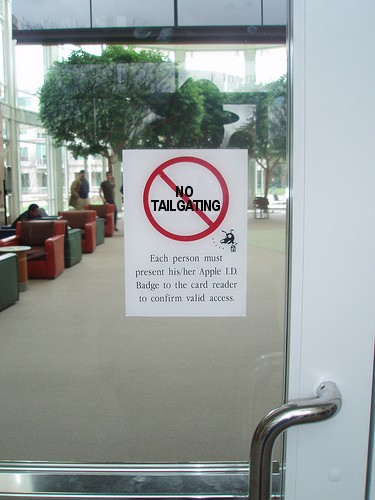
Affichette indiquant que chaque personne doit être identifiée séparément, accès à un bâtiment de la société Apple

Dans le cadre de la sécurité des bâtiments, le terme de « Tailgating » (ou « talonnage » en français) sert à décrire la situation où un ou plusieurs individus suivent une personne autorisée à travers un accès sécurisé, lorsque celle-ci a ouvert la porte légitimement, et à son insu. Un talonneur peut être un intrus non autorisé, mais également une personne normalement autorisée qui aurait trouvé la procédure d'accès incommodante. Les bâtiments de haute sécurité utilisent typiquement des portes à battants tournants pour empêcher le talonnage. Ces portes peuvent être plus étroites et plus rapides afin d'améliorer la sécurité, en plus des capteurs infrarouges peuvent également être rajoutés. En cas de détection de deux personnes, la porte tourne en sens inverse.

### Piggybacking
En sécurité, le piggybacking (en) (agglutinement) se réfère à deux individus essayant de se coller pour n'en paraître qu'une (sur le dos, les épaules, côte à côte, dos à dos, etc.) afin de pénétrer dans une zone sécurisée sous une seule autorisation. 